# Das kleine Ich-bin-ich
Das kleine Ich-bin-ich ist ein Kinderbuchklassiker von Mira Lobe (Text) und Susi Weigel (Buchidee und Zeichnungen), erschienen im Verlag Jungbrunnen im Jahr 1972. Mira Lobe erhielt für dieses Buch 1972 den Österreichischen Staatspreis für Kinder- und Jugendliteratur.

## Inhalt und Hintergründe
Das kleine Ich-bin-ich ist ein kleines, nicht näher bestimmbares, buntes Tier, das auf der Suche nach seiner Identität ist. Das bunte Tier spaziert über eine Blumenwiese und trifft einen Frosch. Der Frosch möchte wissen, was für ein Tier es ist. Das kleine Ich-bin-ich weiß keine Antwort. Verzweifelt fragt es nun verschiedene andere Tiere (Pferde, Fische, weiße Vögel, Nilpferde, Papageien, Hunde), ob jemand wisse, wer es sei. Doch keiner weiß es. Das kleine Ich-bin-ich fragt sich schließlich: „Ob’s mich etwa gar nicht gibt?“ Plötzlich trifft es die Erkenntnis wie ein Blitz. Das bunte Tier erkennt: „Sicherlich gibt es mich: Ich bin ich!“ Das kleine Ich-bin-ich freut sich und gibt seine Erkenntnis sogleich an alle anderen Lebewesen weiter.
Zusätzlich befindet sich im Buch eine Bastelanleitung, mit deren Hilfe man selbst ein Ich-bin-ich herstellen kann, was unter anderem in Kindergärten und Volksschulen praktiziert wird.
Vier Monate vor ihrem Tod erzählte Susi Weigel, die Illustratorin des Kinderbuchklassikers, in einem Zeitungsinterview, wie es zur Buchidee zum „Das kleine Ich-bin-Ich“ kam, die auf ihren eigenen Erinnerungen beruht: „‚Wir hatten eine liebe Kinderfrau, die ich sehr gern mochte‘, erinnert sich die Künstlerin. Im hohen Alter sei diese Frau etwas verwirrt gewesen und habe immer wieder gefragt, ‚Wer bin ich – ich bin ich?‘ Dieses Erlebnis hat Susi Weigel nicht mehr losgelassen. ‚Mir ist plötzlich bewusst geworden, dass es Kindern ähnlich geht, sie sind auf der Suche nach ihrer eigenen Identität.‘“

## Veröffentlichungen
Das Buch wurde 1972 veröffentlicht und wurde bis 2012 rund 900.000-mal verkauft. Das kleine Ich-bin-ich wurde in zahlreiche Sprachen übersetzt – darunter Chinesisch und Japanisch. Das Kinderbuch erschien im Jahr 1988 im Hermagoras Verlag, Klagenfurt/Celovec, in slowenischer Übersetzung mit dem Titel Mali jaz sem jaz. Das Werk erlebte bisher mehrere Auflagen in der Übersetzung. 2011 wurde „Das kleine Ich-bin-ich“ für den österreichischen Markt ins Türkische, Serbische und Kroatische übersetzt. Es erschien auch eine mehrsprachige Ausgabe, in der die Sprachen Türkisch, Serbisch, Kroatisch und Deutsch vereint sind. 2014 erschien auch eine englischsprachige Ausgabe.
Die erste dreisprachige Ausgabe auf Deutsch, Arabisch und Farsi erschien 2016 und soll das Deutschlernen und somit auch die Integration erleichtern.
Das Kinderbuch dient auch als Vorlage für Theaterstücke, Musik-CDs und Computerprogramme.

## Ausgaben
- Mira Lobe, Susi Weigel: Das kleine Ich-bin-ich. ISBN 3-7026-4850-X.
- Mira Lobe, Susi Weigel: Das kleine Ich-bin-ich (Kleinformat). ISBN 3-7026-5691-X.